# Aponogeton satarensis
Aponogeton satarensis là một loài thực vật có hoa trong họ Aponogetonaceae. Loài này được Sundararagh., A.R.Kulk. & S.R.Yadav mô tả khoa học đầu tiên năm 1982.